# فرودگاه لئوس جانسیک استراوا

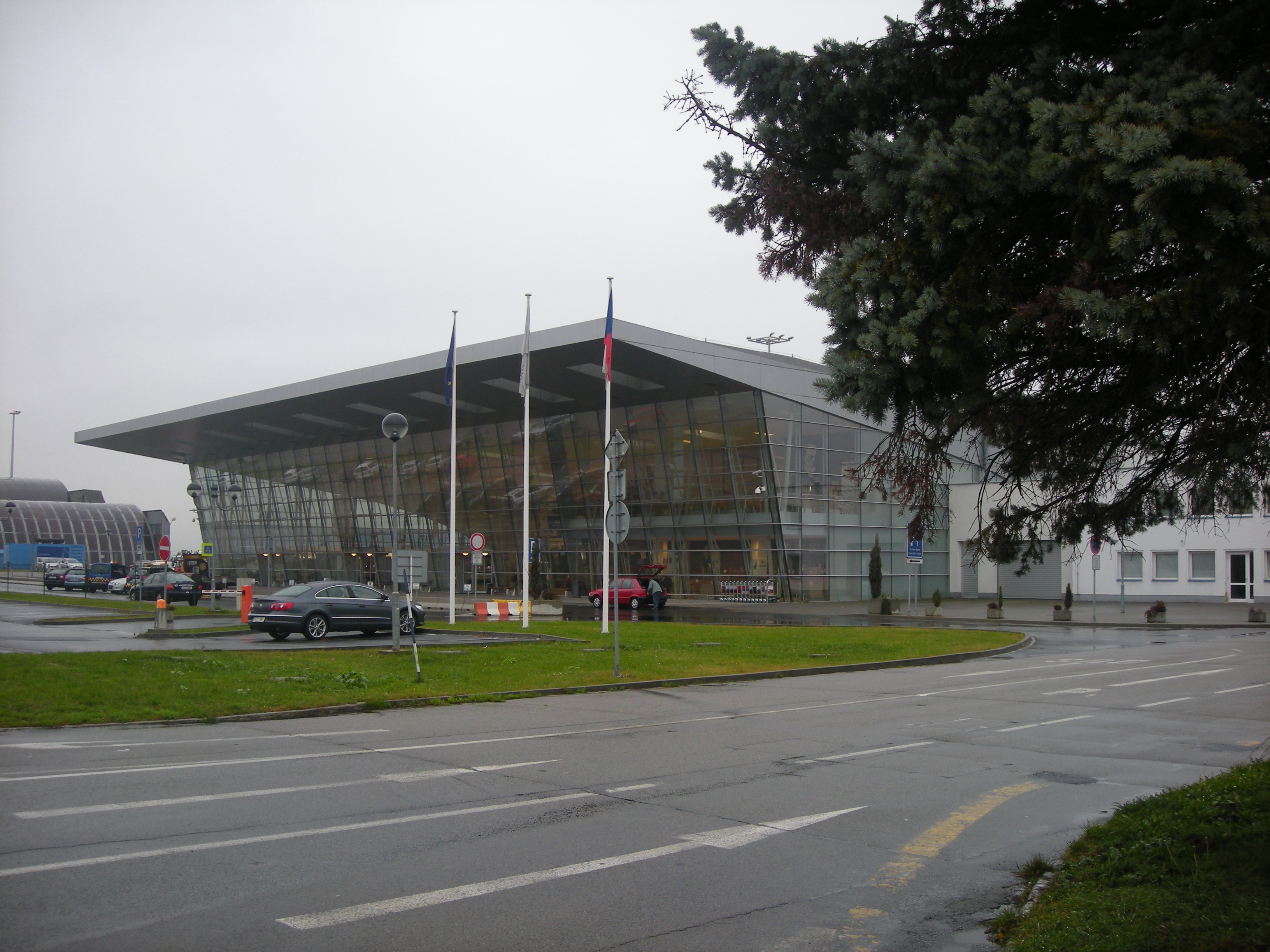
نمایی از فرودگاه لئوس جانسیک استراوا

فرودگاه لئوس جانسیک استراوا (به انگلیسی: Leoš Janáček Airport Ostrava) (به زبان بومی: Letiště Leoše Janáčka Ostrava) یک فرودگاه همگانی مسافربری با کد یاتا OSR است که یک باند فرود بتن دارد و طول باند آن ۳۵۰۰ متر است. این فرودگاه در کشور جمهوری چک قرار دارد و در ارتفاع ۲۵۷ متری از سطح دریا واقع شده است.

## شرکت‌های هواپیمایی و مقصدهای پروازی

### مسافری
The following airlines operate regular scheduled and charter flights to and from Ostrava:
| شرکت‌های هواپیمایی                          | مقصدهای پروازی |
| ------------------------------------------ | --- |
| چک ایرلاینز                                | پراگ رازیون، کوشیتسه |
| رایان‌ایر                                   | اوریو آل سریو، استانستد لندن |
| اسمارت‌وینگز اجرا توسط تراول سرویس ایرلاینز | دوبی فصلی: آنتالیا، بورگاس، کورفو، هراکلین، غردقه، جزیره کوس، مرسی عالم، پالما د مایورکا، رود، وارنا (آغاز از ۱۳ ژوئن ۲۰۱۷), زاکینثوس |
| تراول سرویس ایرلاینز                       | چارتر فصلی: آلمریا، کاوالا، پودگوریتسا                                                                                                |
| تونس ایر                                   | چارتر فصلی: دیربا–زارزیس، منستیر – حبیب بورقیبه                                                                                       |

### باری
| شرکت‌های هواپیمایی                   | مقصدهای پروازی |
| ----------------------------------- | -------------- |
| دی‌اچ‌ال اوییشن اجرا توسط آرای‌اف-اویا | لایپزیگ/هال    |